# Igrane
Igrane is een plaats in de gemeente Podgora in de Kroatische provincie Split-Dalmatië. De plaats telt 480 inwoners (2001).

## Foto's

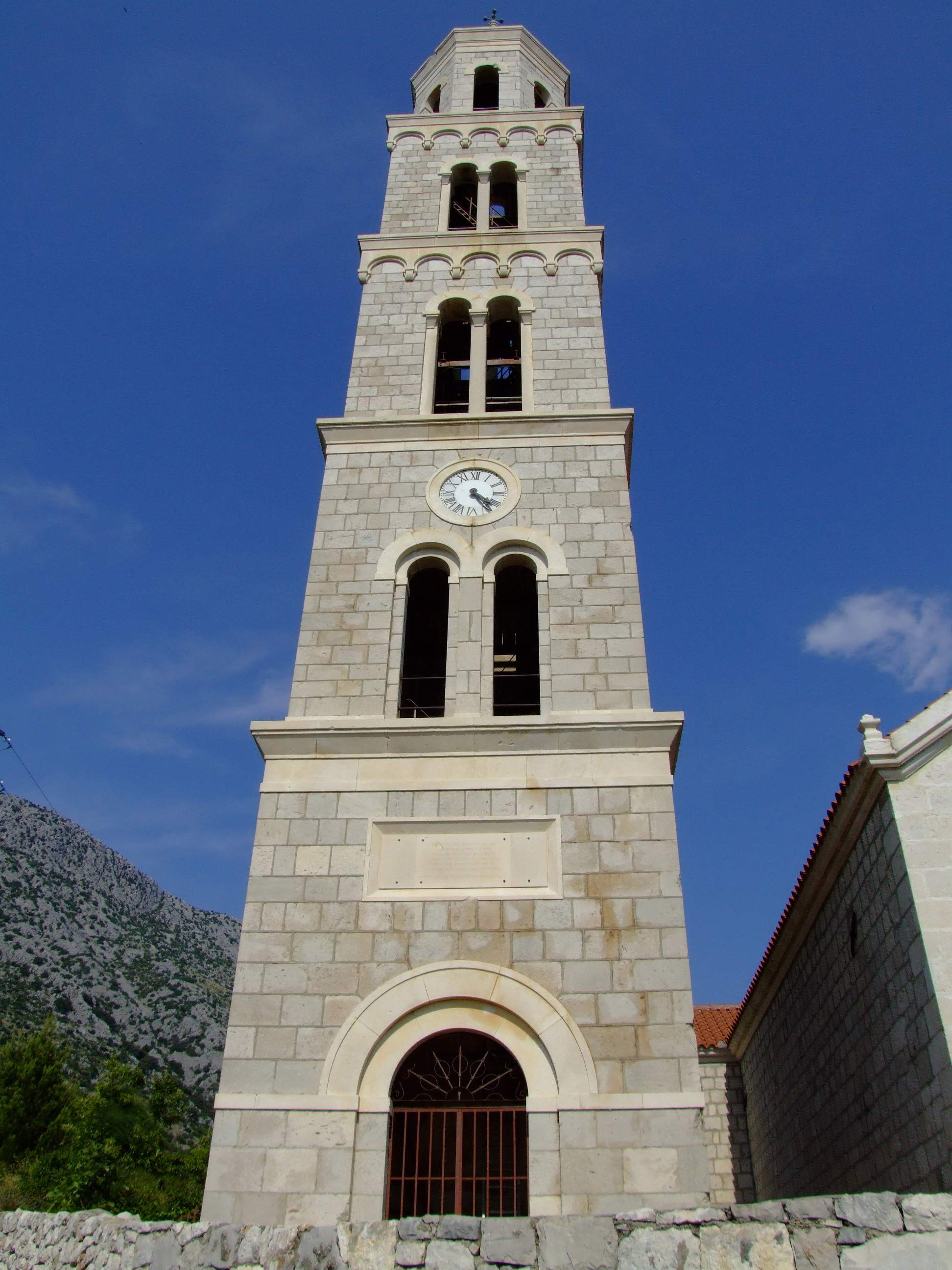
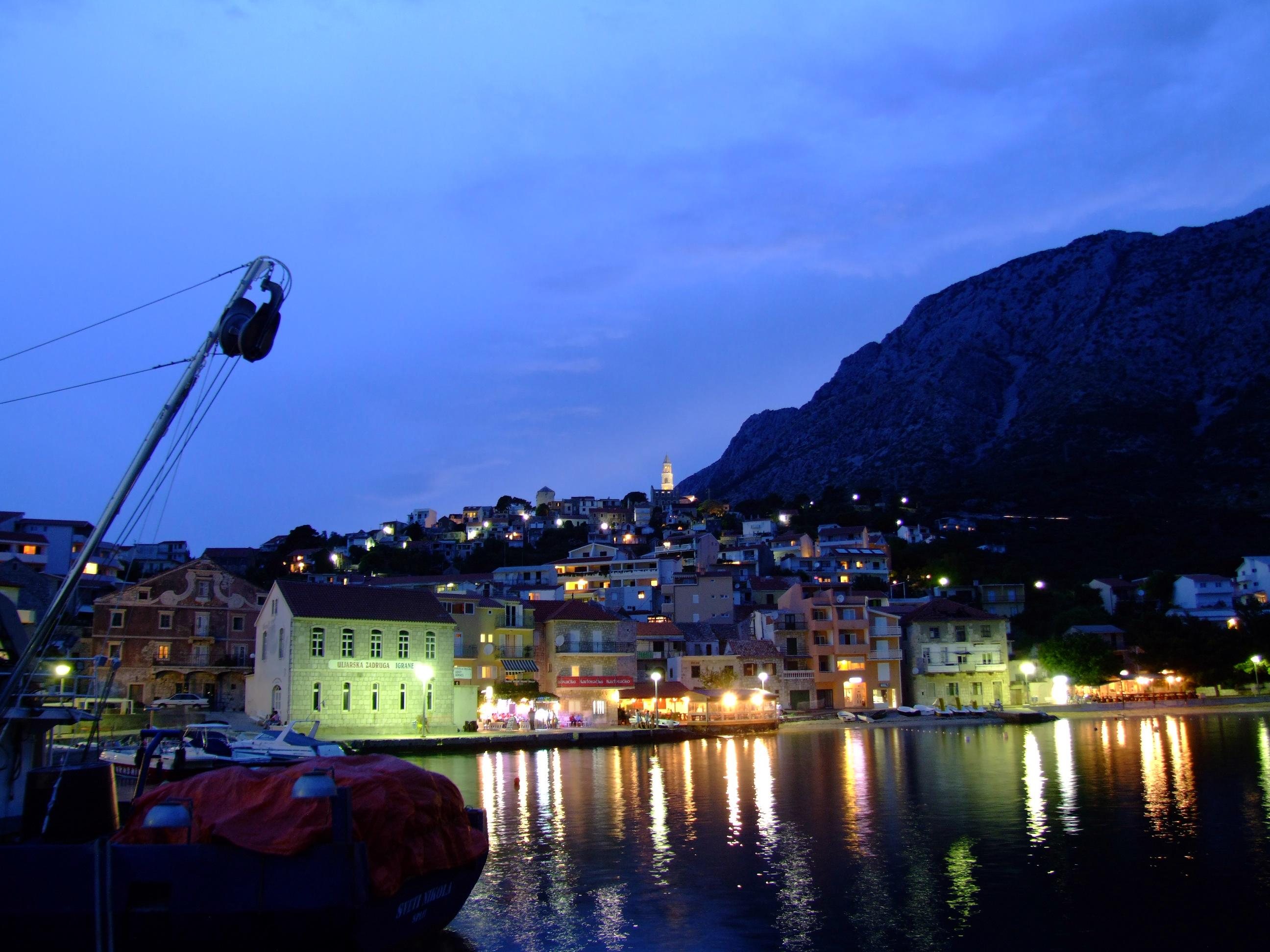
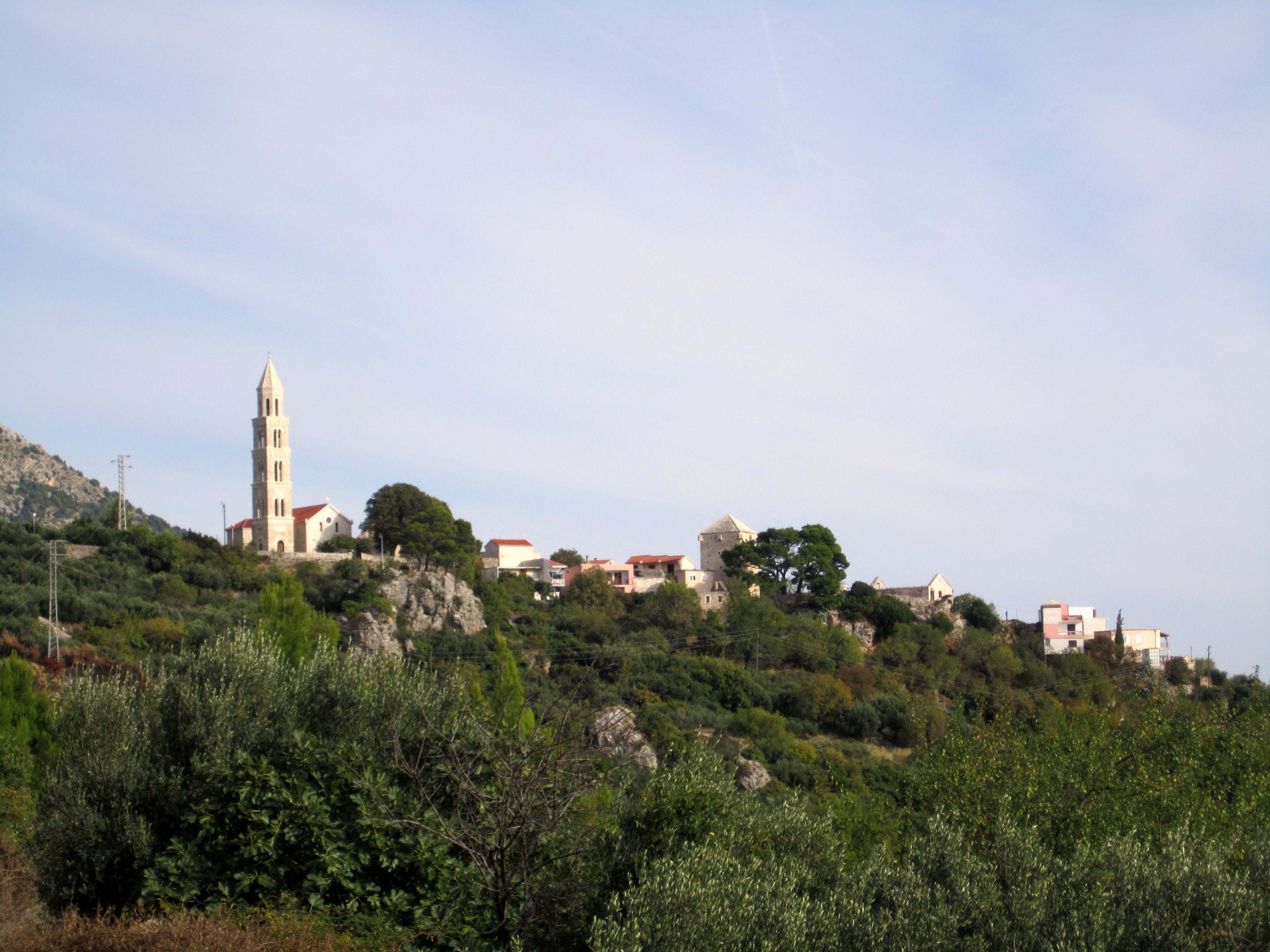